# Amaru (drake)

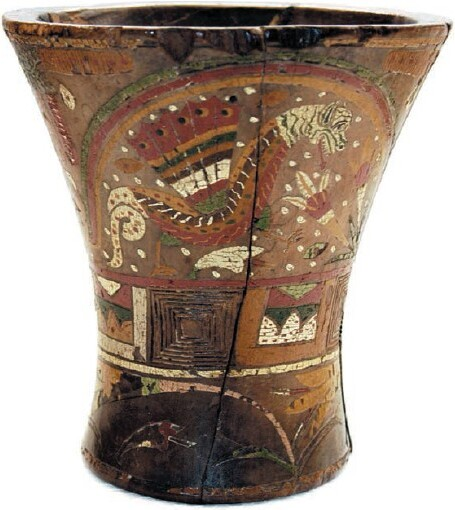
Amaru på en vas.

Amaru eller katari (aymara-språk) är en drake eller chimär i andinsk mytologi. I inkafolkets mytologi är amarun en stor tvehövdad orm som lever under jord vid botten av sjöar och floder.
På Solporten vid Tiwanaku(en) i Bolivien finns amarun avbildad med huvudena från en fågel och en puma, stigandes ur en trappstegspyramid eller dito stegat berg. På vissa religiösa vaser är amarun avbildad med fågellika fötter och vingar likt en drake. Likt vissa drakar ska den även kunna överskrida gränserna till och från den andliga världen i underjorden.